# Bắc Kạn
Bắc Kạn è un comune del Vietnam, situato nella provincia di Bac Kan, della quale è il capoluogo.